# David (Michelangelo)
Tượng David là một bức tượng do Michelangelo điêu khắc từ năm 1501 đến 1504, là một kiệt tác của nghệ thuật điêu khắc thời Phục Hưng và là một trong hai tác phẩm điêu khắc vĩ đại nhất của Michelangelo (cùng với Pietà). Riêng tượng David hầu như chắc chắn giữ danh hiệu bức tượng được công nhận nhất trong lịch sử nghệ thuật. Bức tượng này đã được xem như là một biểu tượng của vẻ đẹp con người trẻ trung và sức mạnh. Thời Phục Hưng, những người có dương vật nhỏ thường được xem là đẹp, bởi họ cho rằng dương vật lớn chỉ có ở loài thú dữ. Vì thế dương vật của David được làm nhỏ để thể hiện sự hoàn mỹ của vẻ đẹp con người theo quan niệm của thời kỳ này. Tượng cẩm thạch cao 4.34 m miêu tả Vua David theo Kinh Thánh tại thời điểm ông quyết định chiến đấu với Goliath. Nó đã là biểu tượng của Cộng hòa Fiorentina, một quốc gia thành phố bị đe dọa tứ phía bởi các cường quốc đối thủ mạnh. Bức tượng hoàn chỉnh được làm lễ vén màn vào ngày 8 tháng 9 năm 1504.

## Lịch sử ra đời tượng David của Michelangelo
Bức tượng David được ra đời bắt đầu từ câu chuyện liên quan đến một khối đá cẩm thạch được khai thác từ mỏ đá Fantiscritti ở Carrara, khối đá này được đưa đến Florence bằng thuyền vào thế kỷ 15.
Khối đá dài 5,5m nên được gọi là "người khổng lồ". Lúc bấy giờ có một dự án điêu khắc để trang trí bên ngoài nhà thờ Santa Maria del Fiore (nhà thờ Florence bây giờ).
Năm 1460 Agostino di Duccio và Antonio Rossellino đã thực hiện việc điêu khắc lên khối đá tuy nhiên không thành công. Và khối đá bị lãng quên trong một khoảng thời gian dài.
Đầu thế kỷ 16, dự án được khôi phục lại và giao cho Michelangelo (1501). Michelangelo đã thực hiện tượng David từ tháng 9 năm 1501 đến tháng 05 năm 1504.
Cùng với tượng Pietà (tượng đức mẹ sầu bi – hiện đang ở Vatican), tượng David là một trong hai tác phẩm điêu khắc vĩ đại nhất của Michelangelo.

## Đôi nét về Michelangelo
Michelangelo (1475 – 1564) tên đầy đủ là Michelangelo di Lodovico Buônarroti Simoni – một nhà điêu khắc, một kiến trúc sư, một hoạ sĩ, một nhà thơ, một nhà khoa học thiên tài người Ý.
Ông là bạn của Leonardo da Vinci (1452 – 1519) – cả hai đều là những nhân vật kiệt xuất của thời Phục Hưng.

## Tượng David nằm ở đâu?
Bức tượng David của Michelangelo hiện đang được đặt tại phòng trưng bày Accademia (Galleria dell’Accademia di Firenze) ở Florence.
Vốn dĩ trước đây bức tượng thật được đặt ở quảng trường Piazza della Signoria (Quảng trường Duom) tuy nhiên để tránh sự xuống cấp, tượng đã được chuyển đến phòng trưng bày Accademia. Tượng mà du khách thấy hiện này ở khu vực quảng trường Piazza della Signoria, Florence là bản sao của tượng David thật.
Ngoài ra bức tượng còn có một bản sao khác được đặt tại quảng trường Piazzale Michelangelo (tượng đồng).

## Những điều thú vị về tượng David
Tượng David cao 5m, nặng hơn 5 tấn miêu tả hình tượng vua David thời điểm trước khi ông chiến đấu với Goliath. Michelangelo đã sử dụng tư thế cổ điển gọi là contrapposto để tạc bức tượng.
Hình ảnh chàng trai trẻ David thông minh và tự tin được thể hiện qua những nét gân, cơ rất chân thực. Ánh mắt mãnh liệt được thể hiện rất rõ trước cuộc chiến đấu với Goliath.
Có một số đặc điểm trong tác phẩm được nhiều du khách đặt câu hỏi khi chiêm ngưỡng là: tại sao dương vật David được điêu khắc nó khá nhỏ và tại sao David là người Do Thái và theo tục lệ Do Thái thì đàn ông phải cắt bao quy đầu nhưng bao quy đầu ở tượng David lại không được cắt?
Lý giải về điều này thì có thể giải thích như sau: thời Phục Hưng dương vật nhỏ được xem là đẹp nên dương vật của David được làm nhỏ để thể hiện cái vẻ đẹp của con người theo quan niệm của thời bấy giờ.
Về vấn đề liên quan bao quy đầu, các nhà khoa học giải thích Michelangelo tạc theo phong cách Hy Lạp cổ và ở Hy Lạp cổ thì việc cắt bao quy đầu không được ủng hộ.
Tác phẩm David của Michelangelo là một tác phẩm điêu khắc tiêu biểu cho thời kỳ Phục hưng ở Ý.

## Những điều thú vị liên quan đến tượng David
- Michelangelo bắt tay thực hiện bức tượng năm ông 26 tuổi.
- Có ba bức tượng David ở Florence, tượng gốc nằm ở phòng trưng bày Accademia (Galleria dell’Accademia di Firenze).
- Ngón chân thứ hai ở bàn chân trái của tượng bị đập vỡ năm 1991.
- Hình tượng David xuất hiện khá nhiều trong các tác phẩm điêu khắc nhưng Michelangelo chọn cách tiếp cận khác: trước khi chiến đấu với Goliath. Các tác phẩm khác thường là khi chiến đấu, hoặc sau khi chiến thắng.
- Tay phải của tượng to hơn phần còn lại của cơ thể.
- Dương vật của tượng nhỏ hơn do quan niệm về vẻ đẹp của thời bấy giờ.
- Tượng David góp phần lớn trong hơn 8 triệu lượt khách ghé thăm Galleria dell’Accademia di Firenze mỗi năm.